# Carlos Gonzales Pajuelo
Carlos Gonzales Pajuelo (Breña, Provincia de Lima, 31 de julio de 1945) es un exfutbolista peruano, podía jugar como delantero o centrocampista. Tuvo un paso importante por Sporting Cristal donde consiguió tres campeonatos nacionales. Actualmente tiene 80 años y radica en Toronto desde 1982.

## Trayectoria
Se inició en el Rampla Jrs. de la UV. No. 3 del Cercado de Lima; luego de ganar el campeonato de Interbarrios organizado por Sporting Cristal llega al cuadro rimense en verano de 1962.
Debutó ese año reemplazando a Faustino Delgado en Sporting Cristal en un partido frente a Ciclista Lima, pero los registros indican que fue en enero de 1963 donde alternó por primera vez en un amistoso ante Sao Paulo de Brasil reemplazando en la delantera a Faustino Delgado siendo derrotados 3-1. 
Oficialmente debutó en el torneo de 1964, año donde marcó su primer gol al KDT Nacional. Permaneció más de 10 años en el cuadro rimense y se convirtió en uno de los referentes y top 12 de goleadores históricos del cuadro bajopontino. Jugó con grandes jugadores de talla mundial como Alberto Gallardo, Orlando de La Torre y Ramón Mifflin; anotó 6 goles por Copa Libertadores, el último de ellos a Boca Jr. en la misma Bombonera cuando Sporting Cristal empató 2-2 y hubo una descomunal bronca a pocos minutos para finalizar el partido.
Fue goleador del cuadro rimense los años 1965, 1966 y 1969; logró tres campeonatos nacionales en 1968, 1970 y 1972 siendo goleador del equipo en 1970 con 18 goles.
En 1974 Gonzales Pajuelo jugaría por el Juan Aurich, integrando con el cuadro chiclayano un recordado equipo lleno de figuras como Pedro Pablo León, Víctor Calatayud y Roberto Elías. Tuvo también un paso destacado por Atlético Chalaco y el Colegio Nacional de Iquitos que en 1977 estuvo a punto de clasificar a la Copa Libertadores.
En el extranjero jugó por el Barcelona Sporting Club de Ecuador en 1978 bajo la DT. de Marcos Calderón.Se retiró en 1979 jugando por el Colegio Nacional de Iquitos.

## Selección  Peruana
Fue parte de la Selección juvenil en 1964 en el Sudamericano de Colombia bajo la DT. del brasileño Marinho de Oliveira y Rafael Castillo. 
Jugó el amistoso en junio de 1966 entre Perú y Brasil (1-3) en la ciudad de Río de Janeiro; asimismo jugó amistoso en Lima ante Japón en 1967 donde anotó el único gol de partido (1-0) en el estadio Nacional.
En 1982 emigró a Toronto, Canadá,año a año regresa a Lima sobretodo en los veranos.
Contrajo nupcias con la ex-basquetbolista chilena Maria Teresa Jaque, tuvo 3 hijos y están en Chile.

## Clubes
| Club                        | País    | Año         |
| --------------------------- | ------- | ----------- |
| Sporting Cristal            | Perú    | 1963 - 1973 |
| Juan Aurich                 | Perú    | 1974 - 1975 |
| Club Atlético Chalaco       | Perú    | 1976        |
| Colegio Nacional de Iquitos | Perú    | 1977        |
| Barcelona Sporting Club     | Ecuador | 1978        |
| Colegio Nacional de Iquitos | Perú    | 1979        |

## Estadísticas

### Sporting Cristal
| Club                    | Div        | Temporada  | Liga  | Liga  | Copa Libertadores | Copa Libertadores | Total | Total | Media goleadora |
| Club                    | Div        | Temporada  | Part. | Goles | Part.             | Goles             | Part. | Goles | Media goleadora |
| ----------------------- | ---------- | ---------- | ----- | ----- | ----------------- | ----------------- | ----- | ----- | --------------- |
| Sporting Cristal · Perú | 1.ª        | 1964-1973  | 174   | 71    | 24                | 6                 | 198   | 77    | 0.39            |
| Total club              | Total club | Total club | 174   | 71    | 24                | 6                 | 198   | 77    | 0.39            |

## Palmarés
| Título                    | Club             | País | Año  |
| ------------------------- | ---------------- | ---- | ---- |
| Primera División del Perú | Sporting Cristal | Perú | 1968 |
| Primera División del Perú | Sporting Cristal | Perú | 1970 |
| Primera División del Perú | Sporting Cristal | Perú | 1972 |